# 伊万·斯诺伊
伊万·斯诺伊（1923年10月31日—1994年9月18日），克罗地亚手球教练。他曾带领南斯拉夫国家队参加1972年和1976年夏季奥林匹克运动会手球比赛，结果队伍获得二枚金牌。